# این عشق منه (مجموعه تلویزیونی)
این عشق منه (انگلیسی: This Is My Love؛ کره‌ای: 사랑하는 은동아) یک مجموعه تلویزیونی کره جنوبی در سال ۲۰۱۵ با بازی جو جین مو و کیم سا رانگ است. این مجموعه از ۲۹ مه تا ۱۸ ژوئیه ۲۰۱۵، روزهای جمعه و شنبه ساعت ۲۰:۴۰ (کی‌اس‌تی) از جی‌تی‌بی‌سی برای ۱۶ قسمت پخش شد.

## بازیگران
- جو جین مو در نقش جی اون هو / پارک هیون سو
  - پارک جین یونگ در نقش ۱۷ سالکی پارک هیون سو[۸]
  - بک سونگ هیون در نقش ۲۷ سالگی پارک هیون سو
- کیم سا رانگ در نقش سو جونگ اون / جی اون دونگ[۹]
  - لی جا این در نقش ۱۳ سالگی جی اون دونگ
  - یون سو هی در نقش ۲۳ سالگی جی اون دونگ